# Ripley (Mississippi)
Ripley település az Amerikai Egyesült Államok Mississippi államában, Tippah megyében, melynek megyeszékhelye is. Lakosainak száma 5462 fő (2020. április 1.).

## Népesség
A település népességének változása:

| 2010 | 5 395 |
| 2020 | 5 462 |